# Bomolocha velifera
Bomolocha velifera là một loài bướm đêm trong họ Noctuidae.